# Erwin Josef Ender
Erwin Josef Ender (7. září 1937, Steingrund, Kladsko – 19. prosince 2022, Řím) byl diplomat Svatého stolce a titulární arcibiskup Germanie v Numidii. Byl apoštolským nunciem pro Litvu, Lotyšsko a Estonsko (1997–2001), v České republice (2001–2003) a v Německu (2003–2007). V roce 2007 odešel do důchodu.

## Život
Erwin Josef Ender pochází se narodil v Steingrundu (dnešní Kamienna) v Kladsku, necelých 15 km od hranic s Československem. Jeho rodina, stejně jako naprostá většina obyvatel Dolního Slezska byla německá. Po druhé světové válce byla jeho rodina vyhnána ze Slezska, které připadlo Polsku, a odešla do Západního Německa. Teologii studoval v Münsteru, kde byl kardinálem Döpfnerem 10. října 1965 vysvěcen na kněze, a posléze na Gregoriánské univerzitě, kde získal doktorát.
V letech 1970–1990 pracoval na státním sekretariátě. Papež Jan Pavel II. jej 5. dubna 1990 vysvětil na titulárního arcibiskupa numidské Germanie, spolusvětiteli byli arcibiskupové Re a Rigali.
Nejdříve působil jako apoštolský delegát v afrických zemích, nejprve v Súdánu (1990–1992) a posléze v Somálsku (1992–1997). V roce 1997 byl jmenován apoštolským nunciem pro pobaltské státy (Litvu, Lotyšsko, Estonsko) a vzápětí i apoštolským administrátorem Estonska. Všechny tyto posty opustil v roce 2001, když byl jmenován apoštolským nunciem v České republice (2001–2003). Vrcholem jeho kariéry bylo pověření apoštolským nunciem v Německu (2003–2007). Od roku 2007 byl v důchodu.

## Doporučení Forejta
Podle serveru Novinky.cz doporučil Ender v roce 2002 tehdejšímu českému hradnímu protokoláři Miroslavu Sklenářovi Jindřicha Forejta, který funkci později převzal.